# Leiopsammodius rufus
Leiopsammodius rufus är en skalbaggsart som beskrevs av Rakovic 1981. Leiopsammodius rufus ingår i släktet Leiopsammodius och familjen Aphodiidae. Inga underarter finns listade i Catalogue of Life.